# Grzegorz (Jackowski)
Grzegorz, imię świeckie Gawriił Julianowicz (Uljanowicz) Jackowski (ur. 1 lipca?/13 lipca 1866 w Polnym Mukarowie, zm. 26 kwietnia 1932 w Swierdłowsku) – biskup Rosyjskiego Kościoła Prawosławnego. Lider grupy konserwatywnych duchownych – grigoriewców w latach 1924–1927.

## Życiorys

### Wczesna działalność
Pochodził z rodziny chłopskiej z Podola. Ukończył seminarium duchowne w Kamieńcu Podolskim, po czym podjął pracę jako psalmista i nauczyciel szkoły parafialnej w Ostapkowcach (powiat bracławski). W maju 1888 został posłusznikiem w Ławrze Peczerskiej. Od marca 1890 odpowiadał w monasterze za prowadzenie korespondencji namiestnika Ławry, archimandryty Juwenaliusza, w kwietniu tego samego roku został przeniesiony do filialnej Pustelni Gołosiejewskiej, gdzie śpiewał w chórze cerkiewnym. Wieczyste śluby mnisze złożył 4 sierpnia 1890, przyjmując imię zakonne Grzegorz. Pięć dni później biskup kaniowski Sylwester wyświęcił go na diakona. W tym samym roku rozpoczął naukę w Kijowskiej Akademii Duchownej, którą ukończył w 1894 z tytułem kandydata nauk teologicznych. Święcenia kapłańskie przyjął 29 czerwca 1894.
Po wyświęceniu na kapłana otrzymał pracę jako wykładowca misyjnego seminarium duchownego w Ardonie w Osetii Północnej. Od 1895 wykładał historię biblijną oraz historię Kościoła w seminarium duchownym w Tomsku. W 1896 został inspektorem seminarium duchownego w Irkucku, wykładał także na publicznych wykładach religijno-moralnych organizowanych przez eparchię irkucką oraz pracował jako cenzor organu prasowego eparchii. W październiku 1897 otrzymał stanowisko rektora seminarium duchownego w Tomsku, w listopadzie tego samego roku otrzymał godność archimandryty. Po roku przeszedł na analogiczne stanowisko w seminarium duchownym w Riazaniu. Przeprowadził remont budynku seminaryjnego i od 1903 organizował w nim wieczory muzyczno-literackie oraz wykłady o tematyce religijnej i moralnej.

### Biskup
21 listopada 1908 został wyświęcony na biskupa kozłowskiego, wikariusza eparchii tambowskiej. Jego chirotonia biskupia odbyła się w soborze Trójcy Świętej w Ławrze Aleksandra Newskiego w Petersburgu, pod przewodnictwem metropolity petersburskiego i ładoskiego Antoniego. Po czterech lata został przeniesiony do eparchii gruzińskiej w charakterze jej wikariusza, z tytułem biskupa bakijskiego. W 1917 został biskupem jelisawietpolskim, wikariuszem eparchii tyfliskiej. Brał udział w pracach Soboru Lokalnego Rosyjskiego Kościoła Prawosławnego.
W listopadzie 1917 został wyznaczony na biskupa jekaterynburskiego i irbickiego. Przybył do Jekaterynburga do wkroczenia do miasta wojsk Białych. 4 sierpnia w czasie parady wojskowej ku czci jednostek, które zdobyły Jekaterynburg, biskup Grzegorz odprawił molebien i poświęcił ich sztandary. Błogosławił także organizację spotkań ku pamięci duchownych zamordowanych przez bolszewików oraz zbierał ofiary na rzecz ich rodzin. 16 lutego 1919 podejmował adm. Aleksandra Kołczaka w soborze Objawienia Pańskiego w Jekaterynburgu.
W 1922 patriarcha Tichon nadał mu godność arcybiskupią. 12 sierpnia tego samego roku został po raz pierwszy aresztowany pod zarzutem nakłaniania ludności do powstania antybolszewickiego poprzez manifestacje religijne, nabożeństwa i kazania. Oskarżono go ponadto o wspieranie spisku kontrrewolucyjnego gen. A. Pierchurowa i o sprzeciwianie się konfiskacie kosztowności cerkiewnych. Nie przyznał się do winy. Został skazany przez gubernialny trybunał rewolucyjny na pięć lat więzienia w ścisłej izolacji. Karę odbywał w więzieniach w Jekaterynburgu, a następnie we Włodzimierzu. W 1925 został warunkowo zwolniony.
Jesienią 1925 OGPU zaproponowało biskupom Grzegorzowi (Jackowskiemu), Borysowi (Rukinowi) i Innocentemu (Busyginowi) legalizację najwyższych władz cerkiewnych i zgodę na działanie prawosławnych eparchii i parafii w zamian za zmianę stosunku Kościoła do władz na przychylny. Hierarchowie byli skłonni przyjąć tę propozycję, jednak locum tenens Patriarchatu Moskiewskiego metropolita Piotr odrzucił ją. W grudniu 1925 metropolita Piotr został aresztowany, a zastępcą locum tenens Patriarchatu został metropolita niżnonowogrodzki i arzamaski Sergiusz. Mimo to grupa dziesięciu biskupów, pod przewodnictwem biskupa Grzegorza, spotkała się w Monasterze Dońskim i postanowiła utworzyć Tymczasowy Wyższy Zarząd Cerkiewny na warunkach przedstawionych przez OGPU, niezależnie od kanonicznego zwierzchnictwa Cerkwi. Metropolita Sergiusz korespondencyjnie wyjaśniał całą sprawę z biskupem Grzegorzem. W momencie szczytowej popularności Zarządu (Rady Cerkiewnej) 26 hierarchów było skłonnych opowiedzieć się po jej stronie, a przeciwko Sergiuszowi. 29 stycznia 1926 metropolita Sergiusz suspendował członków Zarządu i usunął ich z katedr za złamanie kanonicznych zasad organizacji Kościoła.
Aby wzmocnić swoją pozycję, biskup Grzegorz oraz były arcybiskup mohylewski Konstantyn i locum tenens eparchii perejasławskiej biskup Damian zdołali dzięki poparciu OGPU spotkać się z uwięzionym metropolitą Piotrem. Sytuację panującą w Cerkwi przedstawili mu w sposób fałszywy, zatajając informację o swoim suspendowaniu. Piotr zgodził się, by tymczasowy zarząd Kościoła przeszedł w ręce kolektywnego organu złożonego z arcybiskupa Mikołaja (Dobronrawowa), arcybiskupa Dymitra (Bielikowa) oraz biskupa Grzegorz (Jackowskiego), nie pobłogosławił natomiast utworzenia Tymczasowego Wyższego Zarządu Cerkiewnego w dotychczasowym kształcie. Mimo to zwolennicy Grzegorza (grigoriewcy) utrzymywali, że uwięziony metropolita przekazał im tymczasowy zarząd Kościoła, odsuwając od niego metropolitę Sergiusza. Metropolita Piotr, po otrzymaniu listownych wyjaśnień od Sergiusza, 22 kwietnia 1926 anulował wcześniejsze postanowienia, a 1 stycznia 1927 potępił działalność biskupa Grzegorza i jego zwolenników; wcześniej, w czasie widzenia w więzieniu, polecił Grzegorzowi podporządkować się nakazom Sergiusz. W czerwcu 1927 Grzegorz bez powodzenia starał się pozyskać poparcie arcybiskupa wieriejskiego Hilariona, cieszącego się znacznym autorytetem, i bezskutecznie proponował mu objęcie kierownictwa Wyższego Zarządu Cerkiewnego.
Ruch grigoriewców od 1927 zanikał. Biskup Grzegorz nie wrócił jednak do kanonicznego Rosyjskiego Kościoła Prawosławnego. Pozostawał zwierzchnikiem samozwańczej grigoriańskiej eparchii swierdłowskiej, do 1928 kierował Wyższym Zarządem Cerkiewnym; urząd ten oddał z powodu złego stanu zdrowia arcybiskupowi Wissarionowi (Zorinowi). Służył w soborze św. Aleksandra Newskiego w Swierdłowsku, a następnie w cmentarnej cerkwi św. Jana Chrzciciela. Zmarł w 1932 i został pochowany w świątyni, z którą był związany w ostatnich latach życia.
Odznaczony orderem św. Anny II stopnia (1900).